# Список футбольних стадіонів UEFA категорії Еліт
|  | Службовий список статей, створений для координації робіт з розвитку теми. Це попередження не встановлюється на інформаційні списки і глосарії. |

| #  | Стадіон                                  | Місткість | Місто         | Країна     | Побудова | Реконструкція               | команда                                                    |
| -- | ---------------------------------------- | --------- | ------------- | ---------- | -------- | --------------------------- | ---------------------------------------------------------- |
| 1  | Камп Ноу                                 | 99.354    | Барселона     | Іспанія    | 1957     | -                           | Збірна Іспанії,Збірна Каталонії, ФК Барселона              |
| 2  | Вемблі                                   | 90.000    | Лондон        | Англія     | 2007     | -                           | Збірна Англії з футболу                                    |
| 3  | Зігналь Ідуна Парк                       | 81.365    | Дортмунд      | Німеччина  | 1974     | -                           | Боруссія (Дортмунд)                                        |
| 4  | Стад де Франс                            | 81.338    | Париж         | Франція    | 1998     | -                           | Збірна Франції з футболу                                   |
| 5  | Сантьяго Бернабеу                        | 81.044    | Мадрид        | Іспанія    | 1947     | 2006                        | Реал Мадрид                                                |
| 6  | Джузеппе Меацца (Сан Сіро)               | 80.074    | Мілан         | Італія     | 1927     | 1990                        | Мілан, Інтернаціонале                                      |
| 7  | Лужники                                  | 78.360    | Москва        | Росія      | 1956     | 1997                        | Спартак (Москва), ЦСКА (Москва)                            |
| 8  | Олімпійський стадіон Ататюрка            | 76.092    | Стамбул       | Туреччина  | 2001     |                             | Збірна Туреччини                                           |
| 9  | Альянц Арена                             | 75.024    | Мюнхен        | Німеччина  | 2005     | -                           | Баварія, Мюнхен 1860                                       |
| 10 | Олімпійский стадіон Спіроса Луїса        | 74.767    | Афіни         | Греція     | 1982     | 2004                        | АЕК, Панатінаїкос                                          |
| 11 | Олімпіаштадіон                           | 74.475    | Берлін        | Німеччина  | 1936     | 2004                        | Герта (Берлін)                                             |
| 12 | Стадіо Олімпіко                          | 72.698    | Рим           | Італія     | 1953     | -                           | Рома, Лаціо                                                |
| 13 | НСК "Олімпійський"                       | 70.050    | Київ          | Україна    | 1923     | 1967, 1980, 1999, 2008—2011 | Збірна України з футболу,«Динамо» Київ, «Шахтар» (Донецьк) |
| 14 | Олімпія-Штадіум                          | 69.250    | Мюнхен        | Німеччина  | 1972     | -                           |                                                            |
| 15 | Ештадіу да Луж                           | 65.647    | Лісабон       | Португалія | 2003     | -                           | Бенфіка                                                    |
| 16 | Фельтінс-Арена                           | 61.482    | Гельзенкірхен | Німеччина  | 2001     | -                           | Шальке_04                                                  |
| 17 | «Емірейтс»                               | 60.432    | Лондон        | Англія     | 2006     | -                           | ФК «Арсенал»                                               |
| 18 | La cartuja                               | 57.619    | Севілья       | Іспанія    | 1999     | -                           | Збірна Іспанії                                             |
| 19 | Фолькспаркштадіон                        | 57.274    | Гамбург       | Німеччина  | 2000     | -                           | Гамбург                                                    |
| 20 | Олімпійський стадіон ім. Люїса Кумпаньша | 55.926    | Барселона     | Іспанія    | 1929     | 2007                        |                                                            |
| 21 | Вісенте Кальдерон†                       | 54.851    | Мадрид        | Іспанія    | 1966     | 1982                        | Атлетіко                                                   |
| 22 | Гемпден-Парк                             | 52.063    | Глазго        | Шотландія  | 1903     | 1999                        | Квінз Парк, Збірна Шотландії                               |
| 23 | Амстердам-Арена                          | 51.628    | Амстердам     | Нідерланди | 1996     | -                           | Аякс                                                       |
| 24 | Феєнорд                                  | 51.137    | Роттердам     | Нідерланди | 1937     | 2000                        | Феєнорд                                                    |
| 25 | Шюкрю Сараджоглу                         | 56.147    | Стамбул       | Туреччина  | 1905     | 2010                        | Фенербахче                                                 |
| 26 | Донбас Арена                             | 51.504    | Донецьк       | Україна    | 2009     | -                           | Шахтар (Донецьк)                                           |
| 27 | Драгау                                   | 50.476    | Порту         | Португалія | 2003     | -                           | ФК Порту                                                   |
| 28 | Алваладе XXI                             | 50.466    | Лісабон       | Португалія | 2003     | -                           | Спортінг (Лісабон)                                         |
| 29 | Ернст-Гаппель-Штадіон                    | 49.844    | Відень        | Австрія    | 1929     |                             | Збірна Австрії з футболу                                   |
| 30 | Парк де Пренс                            | 46.480    | Париж         | Франція    | 1897     | 1972                        | Парі Сен-Жермен                                            |
| 31 | Енфілд                                   | 45.522    | Ліверпуль     | Англія     | 1884     | 1994                        | Ліверпуль                                                  |
| 32 | Васил Левський                           | 43.632    | Софія         | Болгарія   | 1953     |                             | Збірна Болгарії                                            |
| 33 | Паркен                                   | 41.641    | Копенгаген    | Данія      | 1992     | -                           | Збірна Данії, Копенгаген                                   |
| 34 | Курнелія-Ал-Прат                         | 40.500    | Барселона     | Іспанія    | 2009     | -                           | Еспаньйол                                                  |
| 35 | Естадіо Муніципаль де Авейру             | 30.970    | Авейру        | Португалія | 2003     | -                           | Бейра-Мар                                                  |